# Neocalosoter pulchripennis
Neocalosoter pulchripennis är en stekelart som beskrevs av Girault 1915. Neocalosoter pulchripennis ingår i släktet Neocalosoter och familjen puppglanssteklar. Inga underarter finns listade i Catalogue of Life.